# Сасо д’Омброне
Сасо д'Омброне (итал. Sasso d'Ombrone) је насеље у Италији у округу Гросето, региону Тоскана.
Према процени из 2011. у насељу је живело 314 становника. Насеље се налази на надморској висини од 177 м.